# Lophiodes fimbriatus
Lophiodes fimbriatus är en fiskart som beskrevs av Saruwatari och Mochizuki, 1985. Lophiodes fimbriatus ingår i släktet Lophiodes och familjen marulksfiskar. Inga underarter finns listade i Catalogue of Life.